# Ctenus medius
Ctenus medius este o specie de păianjeni din genul Ctenus, familia Ctenidae, descrisă de Keyserling, 1891. Conform Catalogue of Life specia Ctenus medius nu are subspecii cunoscute.